# Ophelia Hoff Saytumah
Ophelia Hoff Saytumah é um política da Libéria. Ela foi prefeita de Monróvia (capital do país) entre 2001 e 2009 e a primeira mulher prefeita da cidade, quase 180 anos desde a criação de Monróvia, em 1822. Em 2005, ela foi convidada para concorrer para qualquer lugar do senado liberiano, mas se recusou. Resolveu manter o cargo de prefeita desde a sua nomeação pelo ex-presidente liberiano Charles Ghankay Taylor em 2001.
Comandou a Ophelia Travel Agence e tem servido no Conselho de Administração para Roberts International Airport.